# Френсіс Арнольд
Френсіс Гамільтон Арнольд (англ. Frances Hamilton Arnold; нар. 25 липня 1956 (68 років) , Піттсбург ) — американська науковиця у сфері біохімії та інженерії, лауреатка Нобелівської премії з хімії 2018 року. Винахідниця методів молекулярної керованої еволюції, ферментів, активних у водно-органічних сумішах, і білка, що синтезує силіційорганічні сполуки в бактеріях. Професор Каліфорнійського технологічного інституту. Співзасновниця компаній Gevo з виробництва біопалива і Provivi в галузі захисту рослин.
Член усіх трьох Національних академій США: наук, інженерії та медицини, член Американської академії мистецтв і наук. Нагороджена Технологічною премією тисячоліття, Національною медаллю технологій та інновацій США, премією Дрейпера, медаллю Гарвана-Оліна. Обрана до Національної зали слави винахідників США. Френсіс Арнольд входить до комісії, що обирає лауреатів премії королеви Єлизавети за інженерні досягнення.

## Біографія

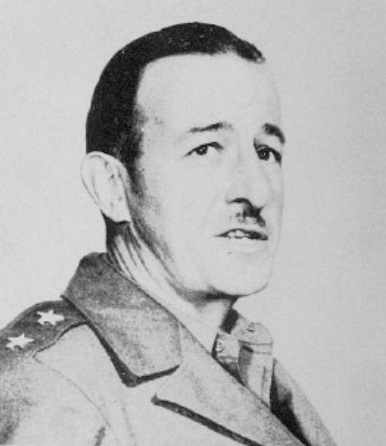
Генерал — дід Френсіс

Френсіс Гамільтон Арнольд народилася 25 липня 1956 року в місті Піттсбург (Пенсільванія, США) в сім'ї фізика-ядерника Вільяма Говарда Арнольда (1931—2015) і Джозефін (Джоді) Руто. Її дід Вільям Говард Арнольд (1901—1976) був генералом армії США, який наприкінці Другої світової війни на посаді командира 23-ї піхотної дивізії приймав капітуляцію японських загарбників на острові Себу (Філіппіни). Дідом по материнській лінії був полковник Армії США Едвард Альберт Руто (1901—1999), він готував тактичні плани на Тихоокеанському театрі воєнних дій, був професором із військової науки у Принстонському університеті. У Френсіс є чотири брати — Біл, Едді, Девід і Том  . Її дитинство пройшло в передмісті Піттсбурга — Еджвуді. В дівочі роки їздила до Вашингтону, де брала участь у протестах проти війни у В'єтнамі. З дитинства мала незалежний характер і протестувала проти суворих католицьких підвалин сім'ї. З 17 років жила окремо від батьків, заробляла на життя офіціанткою в джаз-клубі «Walt Harper's Attic» на Маркет-сквер  і таксистом. Аби працювати офіціанткою коктейлів Френсіс сказала власнику клуба — джаз-піаністу Волту Гарперу, що їй вже нібито 22 роки, бо в ті часи ніхто не запитував посвідчення . Вона жила за девізом «нічому не вір, протестуй проти всього, пробуй усе» .
Попри відсутність успіхів у школі та погані бали Френсіс Арнольд удалося поступити до одного з найпрестижніших університетів. Вона була єдиною дівчиною серед абітурієнтів Принстона 1974 року, яка обрала спеціальність у галузі машинобудування й аерокосмічної техніки, а сам університет був лише на п'ятому році після зняття заборони на студентів жіночої статі . Її університетська обов'язкова програма була не дуже насиченою, тож вона присвятила багато часу вивченню економіки, російської та італійської мов. Після третього курсу поїхала на рік до Італії працювати на заводі біля Мілана, що виготовляє компоненти для атомних електростанцій. Здобула ступінь бакалавра у 1979 році. На тлі нафтової кризи 1979 року й аварії на АЕС Трі-Майл-Айленд Френсіс усвідомила критичну роль відновлюваної енергетики в розв'язанні кризи та вирішила почати кар'єру в цій галузі .
У заснованому адміністрацією президента Джиммі Картера Науково-дослідному інституті сонячної енергетики (нині Національний інститут відновлюваної енергетики) Арнольд готувала позиційні документи для Організації Об'єднаних Націй і проєктувала малобюджетні сонячні електростанції для віддалених районів. Під час відрядження до Південної Америки вона жила на долар у день і лягала спати у переповнене блохами ліжко . Після обрання Рональда Рейгана президентом у 1980 році енергетична політика США змінилася і Френсіс вирішила повернутися до навчання .
Арнольд поступила до аспірантури Каліфорнійського університету в Берклі. Під керівництвом професора Гарві Бланча займалася теорією афінної хроматографії. Отримала науковий ступінь доктора філософії за спеціальністю хімічна технологія в 1985 році. Впродовж наступного року була постдоком у професора Ігнасіо Тіноко в Берклі. Вона вивчала структуру дуплексів олігонуклеотидів ДНК із неспареними основами .
З 1987 року Френсіс Арнольд працює в Каліфорнійському технологічному інституті спочатку постдоком, а згодом професором. В історії інституту вона стала дев'ятою жінкою на професорсько-викладацькій посаді . З 2013 року — директор центру біоінженерії. Основні напрямки роботи — винахід нових методів білкової інженерії, зокрема молекулярної керованої еволюції; майстрування ферментів, активних у водно-органічних сумішах, або здатних каталізувати неприродні реакції, наприклад білка, що синтезує силіційорганічні сполуки в бактеріях  ; відкриття базових принципів біологічного дизайну і втілення вдалих знахідок у медичну молекулярну діагностику та фармацевтичну і паливну промисловість. Арнольд підготувала близько 40 науковців у своїй лабораторії  .
Арнольд співзаснувала дві компанії: Gevo з виробництва біопалива у 2005 і Provivi в галузі захисту рослин у 2013 році. Була науковим консультантом понад 10 компаній, зокрема Maxygen, Amryis, Codexis, Mascoma Corporation, Fluidgm, and Genomatica. Разом із співвинахідниками отримала понад 40 патентів. Із 2013 року вона входить до комісії, що обирає лауреатів премії королеви Єлизавети за інженерні досягнення .
Френсіс Арнольд мешкає в каліфорнійському місті Ла-Каньяда-Флінтрідж поблизу Пасадени. 2005 року в неї знайшли рак молочної залози. Хворобу вдалося побороти після 18-місячного курсу терапії . Вона багато подорожує світом. Великі фотографії Яна Артюса-Бертрана на стінах офісу постійно нагадують Френсіс про мету її праці — винахід нових екологічно-безпечних технологій .

## Нагороди та почесні звання

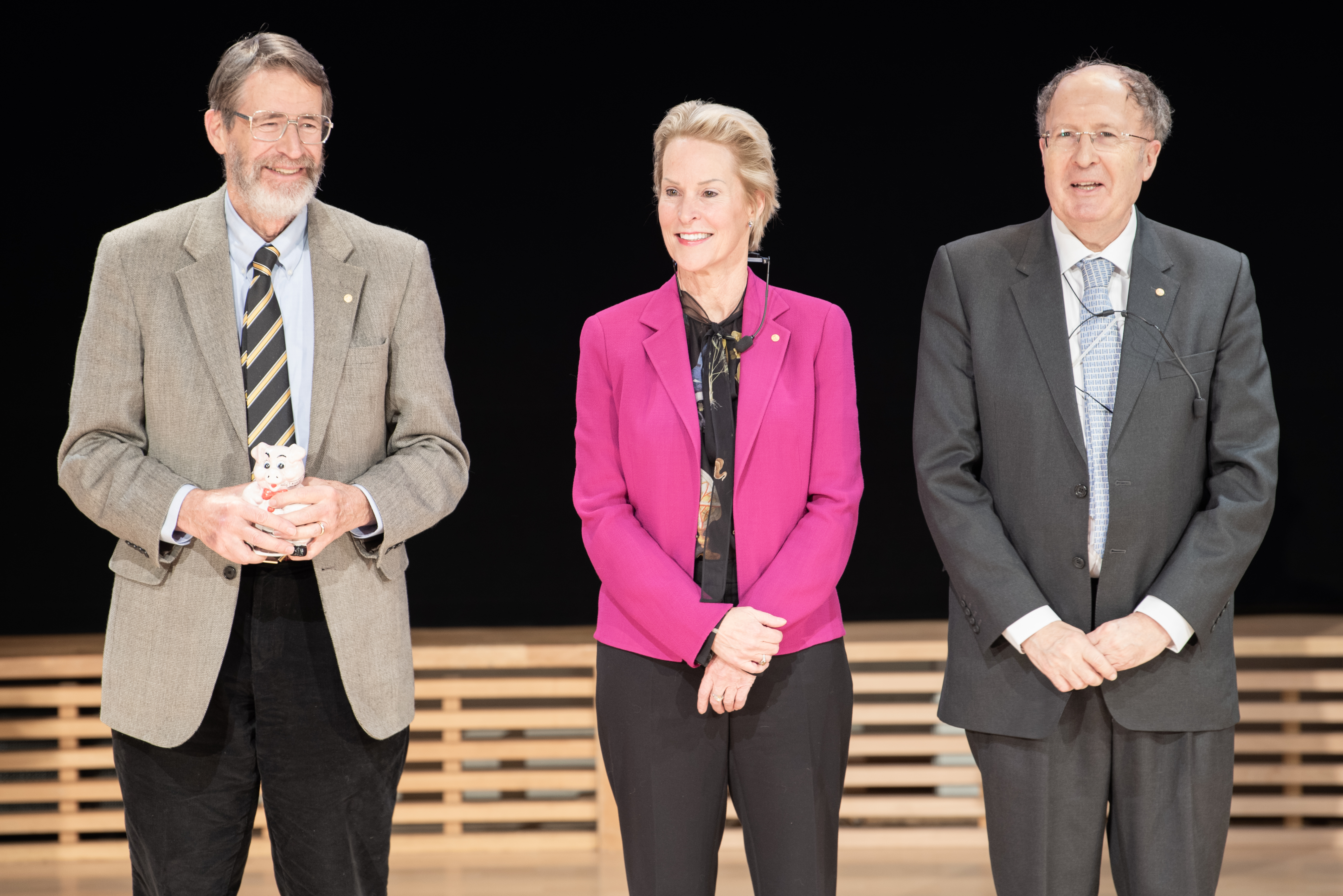
Лауреати Нобелівської премії з хімії (2018) Джордж Сміт, Френсіс Арнольд і Грег Вінтер у Стокгольмі 8 грудня 2018 року

- Член Національної інженерної академії США (2000) [К 2]
- Член Національної медичної академії США[en] (2004)
- Медаль Гарвана-Оліна[en] (2005)
- Премія FASEB за видатні наукові досягнення[en] (2007)
- Член Національної академії наук США (2008)
- Почесний член Американської академії мікробіології (2009)
- Почесний член Американської асоціації сприяння розвитку науки (2010)
- Національна медаль технологій та інновацій (2011)
- Премія Чарльза Старка Дрейпера (2011)
- Член Американської академії мистецтв і наук (2011)
- Премія Eni в галузі відновлюваної енергетики (2013)
- Гонорис кауза Стокгольмського університету (2013)
- Національна зала слави винахідників США (2014)
- Почесний доктор Федеральної вищої технічної школи Цюриха (2015)
- Почесний доктор Чиказького університету (2016)
- Технологічна премія тисячоліття (2016) [К 3]
- Почесний доктор Дартмутського коледжу (2017) [29]
- Нобелівська премія з хімії (2018)[12]

## Сім'я
Френсіс Арнольд була одружена з калтехівським біоінженером Джеймсом (Джеєм) Бейлі (1944–2001) . У подружжя народився син — Джеймс. 1994 року Френсіс справила весілля з астрофізиком Ендрю Ланге (1957—2010), але вони не зареєстрували шлюб у штаті Каліфорнія. Ендрю Ланге влаштувався в Каліфорнійському технологічному інституті та став співкерівником експерименту BOOMERanG, що був важливим у відкритті Лангом пласкої геометрії Всесвіту . У пари народилися два сина — Вільям і Джозеф. У 2003—2004 академічному році Френсіс і Ендрю пішли у відпустку та взяли трьох хлопців у подорож до Австралії, Африки та Європи з метою показати їм світ . 22 січня 2010 року Ендрю Ланге скоїв самогубство в готелі Пасадени  .